# Discorso di Vladimir Putin a Monaco del 2007
Il discorso di Vladimir Putin alla 43a Conferenza sulla Sicurezza a Monaco del 2007, su invito del presidente Horst Teltschik, fu il primo intervento di un capo di Stato russo alla conferenza. Il tema principale dell’evento era “Pace attraverso il dialogo: crisi globali – responsabilità globale”. I punti centrali del discorso di Vladimir Putin, tenutosi il 10 febbraio 2007, furono l’“ordine mondiale unipolare”, l’allargamento della NATO a est, il disarmo e il programma nucleare iraniano.
Il discorso è considerato un messaggio della Russia all’Occidente, con cui Mosca rifiutava di accettare un ruolo subordinato agli Stati Uniti nella politica globale. Questo segnò un cambiamento significativo nella politica estera russa, indicando una posizione più assertiva e indipendente a livello internazionale. Putin chiarì che la Russia era pronta a difendere i propri interessi e ad assumere un ruolo più attivo nel plasmare l’ordine globale..
Il discorso suscitò scalpore mondiale. Partecipanti e media lo descrissero, a volte con toni scioccati, come un’arringa infuocata e un preludio a un nuova Guerra Fredda.
In retrospettiva, i critici vedono le dichiarazioni di Putin come segnali precoci di una svolta imperialista russa, che avrebbe portato alla guerra in Ucraina e minacciato l’ordine occidentale. Il governo russo e i sostenitori del discorso, invece, lo interpretano come un avvertimento precoce e chiaro di Putin contro la pretesa egemonica degli Stati Uniti. Secondo questa visione, USA, NATO e UE avrebbero ignorato tale monito, provocando successivamente un conflitto militare nell’Europa orientale invece di accettare e promuovere un ordine mondiale multipolare

## Il discorso di Putin

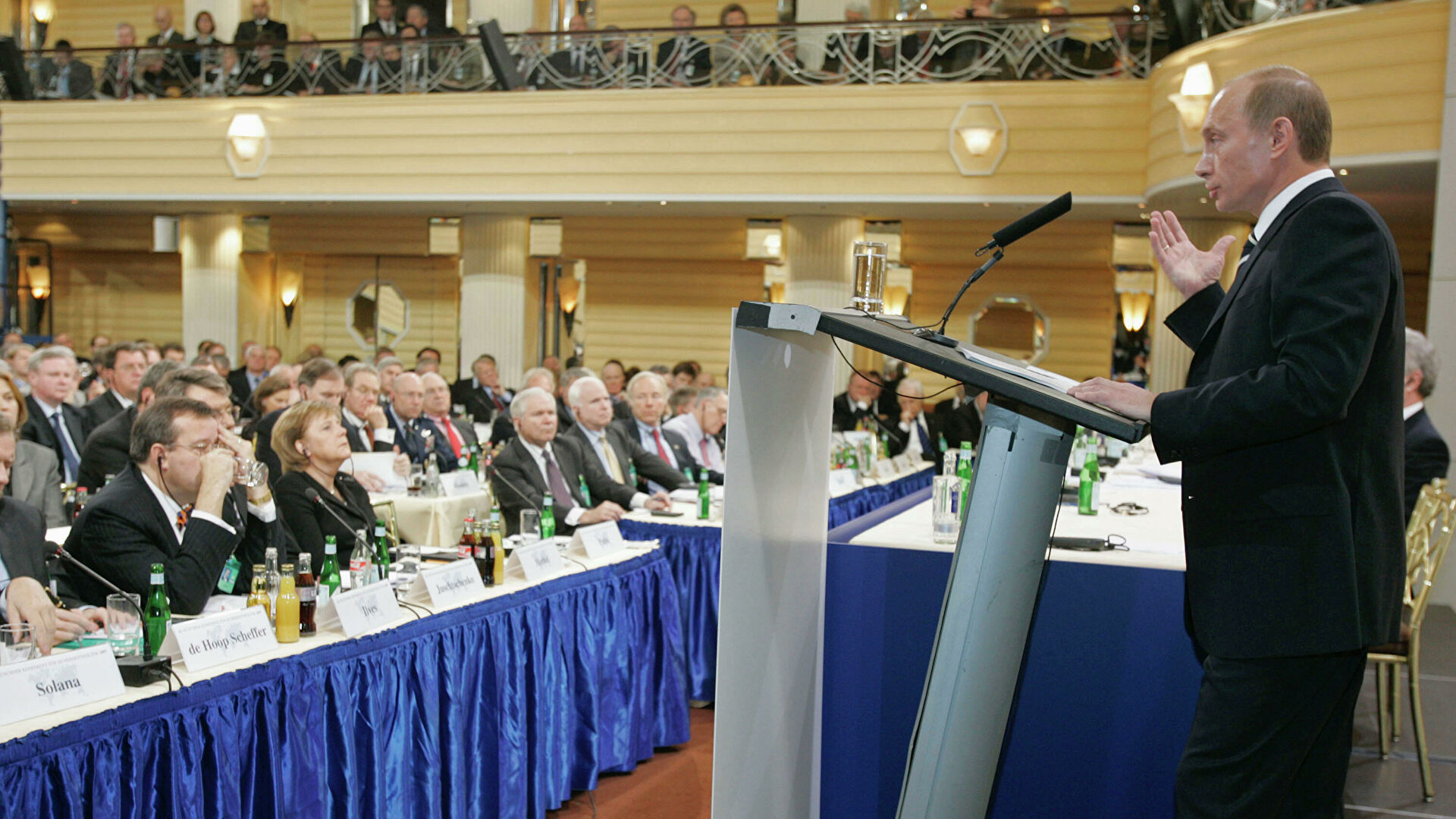
Il presidente Vladimir Putin, Monaco di Baviera, 10 febbraio 2007.

Nel suo discorso Putin ha criticato quello che ha definito il dominio monopolistico degli Stati Uniti nelle relazioni globali e il suo «uso eccessivo e quasi incontrollato della forza nelle relazioni internazionali».
Ha detto che il risultato di tale dominio è che «nessuno si sente sicuro! Perché nessuno può sentire che il diritto internazionale è come un muro di pietra che lo proteggerà. Naturalmente una tale politica stimola una corsa agli armamenti».
Putin ha citato un discorso del 1990 di Manfred Wörner, all'epoca segretario generale della NATO, per sostenere la sua posizione secondo cui la NATO aveva promesso di non espandersi in nuovi paesi dell'Europa orientale, affermando che Worner «disse all'epoca che: "il fatto che siamo pronti a non posizionare un esercito della NATO al di fuori del territorio tedesco dà all'Unione Sovietica una solida garanzia di sicurezza." Dove sono queste garanzie?»
Benché la NATO avrebbe invitato l'Ucraina e la Georgia a diventare membri della NATO soltanto nel 2008, Putin, un anno prima, sottolineava come la Russia percepisse l'espansione verso est una minaccia: «Penso che sia ovvio che l'espansione della NATO non ha alcuna relazione con la modernizzazione dell'Alleanza stessa o con la garanzia della sicurezza in Europa. Al contrario, rappresenta una grave provocazione che riduce il livello di fiducia reciproca. E abbiamo il diritto di chiederci: contro chi è destinata questa espansione?».
Putin dichiarò anche: "Forse ho frainteso il Ministro della Difesa italiano quando ha affermato che l'ONU, l'UE e la NATO sono le organizzazioni internazionali che possono legittimare l'uso della forza. Noi crediamo che solo l'ONU possa farlo".
In merito all'Accordo sull'adattamento del trattato sulle forze armate convenzionali in Europa (CFE II): «Sono passati sette anni e solo quattro Stati hanno ratificato questo documento, inclusa la Federazione Russa», dal quale la Russia sospenderà la partecipazione nel luglio 2007.
Nel corso del G8 di Heiligendamm Putin si opporrà ai piani per uno scudo missilistico statunitense in Europa e il 7 giugno 2007 presenterà al presidente statunitense George W. Bush una controproposta, che verrà rifiutata.

## Reazioni
Il Segretario della Difesa degli Stati Uniti, Robert Gates, ha reagito alle dichiarazioni affermando: "Nessuno vuole una nuova Guerra Fredda con la Russia". Nel suo discorso del giorno successivo, Gates ha osservato che molti degli ascoltatori provenivano da contesti diplomatici o politici e che, come il secondo oratore del giorno precedente, Vladimir Putin, anche lui aveva avuto una carriera nell'intelligence. "E immagino che i vecchi agenti abbiano l'abitudine di parlare in modo schietto". Gates ha espresso preoccupazione per le forniture di armi russe e ha sottolineato che Mosca era tentata di utilizzare le risorse energetiche per fini politici, con possibili rischi per la stabilità internazionale. Tuttavia, ha anche evidenziato la presenza di sfide comuni che dovevano essere affrontate in partenariato con altri Paesi, inclusa la Russia.
Gates ha spiegato che la NATO non aveva semplicemente "trionfato" sul Patto di Varsavia con la fine della Guerra Fredda tra il 1989 e il 1991. Secondo lui, furono le idee di libertà e diritti umani a dimostrare la loro superiorità rispetto alle forze della repressione. Ha inoltre preso le distanze dalle distinzioni tra "Vecchia" e "Nuova" Europa, concetto che il suo predecessore Donald Rumsfeld aveva utilizzato, suscitando critiche tra i partner della NATO. Gates ha reagito con calma e stupore alle accuse di Putin e ha ricordato l'invito a Mosca ricevuto dal presidente russo e dal ministro della Difesa, Sergei Ivanov.
Nelle sue memorie, Gates ha rivelato di aver detto al presidente George W. Bush dopo la conferenza di ritenere che l'Occidente, e in particolare gli Stati Uniti, avessero sottovalutato l'umiliazione provata dalla Russia dopo la fine della Guerra Fredda. "Quello che non dissi al presidente fu che credevo che le relazioni con la Russia dopo il 1993 fossero state gestite molto male". Gates ha definito gli accordi tra gli Stati Uniti e i governi di Romania e Bulgaria per la rotazione delle truppe come una "provocazione inutile" e ha criticato il tentativo di far entrare Georgia e Ucraina nella NATO, definendolo un esempio di "sconsiderata ignoranza nei confronti di ciò che i russi consideravano un loro interesse vitale".
Il senatore Joe Lieberman ha definito il discorso di Putin "provocatorio" e caratterizzato da "una retorica che ricordava la Guerra Fredda". L'ex segretario generale della NATO, Jaap de Hoop Scheffer, ha giudicato l'intervento "deludente e poco costruttivo".
L'ex segretario della NATO Jaap de Hoop Scheffer lo ha definito «deludente e di nessun aiuto».
I mesi successivi al discorso di Monaco venivano segnati da tensioni e da un'ondata di retorica su entrambe le sponde dell'Atlantico; tuttavia, sia i funzionari russi che quelli statunitensi negavano l'idea di una nuova Guerra fredda.
L'Istituto polacco per gli affari internazionali ha descritto la citazione di Putin del discorso di Manfred Wörner come fuori contesto, affermando che il discorso di Wörner «riguardava solo il mancato dispiegamento delle forze NATO sul territorio della Germania dell'Est dopo la riunificazione».

## Sviluppi
Successivamente Putin ha tenuto altri discorsi che riprendevano i concetti sostenuti a Monaco di Baviera, tra cui:
- il discorso al Club Valdai il 19 settembre 2013;[18][19]
- il discorso sull'annessione della Crimea alla Russia all'Assemblea federale russa il 18 marzo 2014;[20][21]
- il discorso al Club Valdai il 24 ottobre 2014, il cui tema era «L'ordine mondiale: nuove regole o un gioco senza regole»;[22][23]
- il discorso per il 70º anniversario della fondazione delle Nazioni Unite all'Assemblea generale dell'ONU a New York il 28 settembre 2015 («Mi sento spinto a chiedere a coloro che hanno creato questa situazione: vi rendete conto almeno adesso di quello che avete fatto?»).[24][25]

## Conseguenze
Prima e dopo l'inizio dell'invasione russa dell'Ucraina del 2022, il discorso di Putin del 2007 è stato riveduto e alcuni analisti lo hanno ritenuto come un momento rivelatore delle successive intenzioni del presidente russo.
Secondo l'analista Andrew A. Michta i leader occidentali nel 2007 non sono riusciti a capire che il discorso «equivaleva a una dichiarazione di guerra all'Occidente».
Altri commentatori, come John Mearsheimer e Stephen F. Cohen, lo considerano come l'avvertimento più esplicito di Putin secondo cui la Russia percepiva l'espansione della NATO verso est come una minaccia alla sua sicurezza.
Nel maggio 2022 Harlan K. Ullman, collaboratore del centro studi statunitense Atlantic Council, ha scritto un articolo per il giornale The Hill, nel quale osservava: «Alla Conferenza di Monaco sulla sicurezza Putin ha scatenato una bordata rabbiosa contro gli Stati Uniti in quanto "monopotenza" e contro l'espansione della NATO. I partecipanti sono rimasti scioccati dall'intensità degli attacchi di Putin, ma per il resto li hanno essenzialmente respinti. È stato un errore. Era chiaro che Putin riteneva che gli  Stati Uniti e la NATO gli mancassero di rispetto e lo emarginassero, accrescendo il suo crescente risentimento per il trattamento paternalistico con cui riteneva che la Russia fosse trattata.»

## Scienza e giornalismo

### Richard Sakwa (2014)
Lo studioso britannico di politica russa Richard Sakwa sostenne che il discorso di Putin esprimeva una delusione profonda. Sakwa evidenziò esempi dell’esclusione della Russia dai processi decisionali, il rifiuto occidentale di riconoscere una politica estera russa indipendente e l’insensibilità verso le prospettive di Mosca. Citò un rapporto di William H. Hill, presidente dell’OSCE (1999–2006), che criticava l’esclusione sistematica della Russia dai negoziati sul conflitto in Transnistria. Sakwa notò come anche politici statunitensi, come Robert Gates e Angela Stent, avessero criticato l’eccezionalismo e l’arroganza degli Stati Uniti, con Stent che sottolineava possibilità di cooperazione costruttiva.

### Horst Teltschik (2019)
Nel capitolo 10 del suo libro Russisches Roulette: Vom Kalten Krieg zum Kalten Frieden (2018), l’ex consigliere di Helmut Kohl e analista politico Horst Teltschik analizzò il discorso di Putin nel contesto degli sviluppi dal 1989 al 2018. Basandosi su incontri personali con Putin, Teltschik interpretò il discorso come frutto di una frustrazione profonda. Criticò i media per aver citato selettivamente il discorso, omettendo temi chiave e ignorando le aperture al dialogo. Teltschik sostenne che le preoccupazioni russe riguardavano la sicurezza e il mantenimento dello status di potenza indipendente, e che le tensioni NATO-Russia derivavano da una «spirale di sfiducia reciproca». Accusò i leader NATO e UE di rigidità nel periodo 2007–2008, citando il rifiuto di ratificare il Trattato CFE e il bombardamento della Jugoslavia del 1999 senza approvazione ONU come fattori di escalation.
La recensione di Renate Nimtz-Köster sulla Süddeutsche Zeitung (26 febbraio 2019) criticò Teltschik per aver dipinto l’Ucraina come «disfunzionale» e minimizzato le responsabilità russe, pur riconoscendo la sua analisi della «doppia strategia NATO» (forza e distensione). Lutz Lichtenberger (Die Zeit, 26 aprile 2019) lodò il libro per aver esortato la NATO a comprendere gli interessi russi, citando John F. Kennedy: «Prima capisci gli interessi dell’avversario. Qualcuno crede davvero che la Russia cederà senza reciprocità?».

### Philip Short (2022)
Il 3 agosto 2022 il biografo di Putin Philip Short ha commentato che i politici americani avevano reagito con sconcerto, anche se Putin non aveva praticamente detto nulla che non avesse già detto in precedenza. Solo il tono era cambiato.Quello che Putin amava chiamare il “falso fondo” delle relazioni russo-americane - l'affermazione che tutto andava bene e che la Russia e l'America erano solidi partner strategici con solo qualche piccolo problema tattico - era stato abbandonato.Bill Burns aveva sintetizzato il messaggio in un telegramma alla Casa Bianca: “Siamo tornati, e fareste meglio ad abituarvi!”.Putin aveva concluso che gli Stati Uniti non avrebbero ascoltato le preoccupazioni della Russia finché non avessero subito uno shock salutare. “Non importa cosa facciamo, se parliamo o restiamo in silenzio”, cita brevemente Putin, "ci sarà sempre un pretesto per attaccare la Russia. In questa situazione, è meglio essere aperti". L'Occidente si vede come “bianco splendente, pulito e puro” e la Russia come “una specie di mostro che è appena strisciato fuori dal bosco, con zoccoli e corna”.
Nel 2017 Burns ha concluso che entrambi i Paesi si sono sempre illusi. Secondo Burns, l'illusione russa era quella di essere accettati come partner alla pari, anche se l'equilibrio di potere era cambiato enormemente. L'illusione americana era quella di poter sempre manovrare sopra o intorno alla Russia. “Sarebbe arrivato inevitabilmente il momento in cui avrebbero risposto al fuoco... Una certa quantità di attrito e un certo numero di scontri sono stati inseriti nell'equazione”. Guardando al passato, secondo Short, non è sorprendente che le relazioni della Russia con l'America siano finite in un disastro, ma che ci sia voluto così tanto tempo per svilupparle. Putin si era a lungo affidato all'Occidente contro le riserve dei siloviki e dei militari. D'altra parte, l'eccezionalismo americano ha dovuto rendersi conto con sorpresa di trovarsi di fronte a un eccezionalismo russo non meno ostinato. “La maggior parte delle sue iniziative di politica estera durante il suo terzo mandato, dal 2012 al 2018, sono state una ritorsione per quelle che il Cremlino vedeva come misure anti-russe da parte dell'Occidente”.

### Cato Institute (2022)
Ted Galen Carpenter del Cato Institute scrisse su The National Interest (24 gennaio 2022) che il discorso di Putin avrebbe dovuto chiarire il percezione russa dell’allargamento NATO come provocazione:
«Putin avvertì l’Occidente di cambiare rotta. Con il senno di poi, fu l’ultima occasione per evitare una nuova Guerra Fredda.»
 Carpenter criticò gli USA per aver ignorato le lamentele russe, citando il vertice NATO di Bucarest del 2008 e il sostegno militare a Kiev come fattori di escalation.

### Sergey Radchenko (2023)
Lo storico britannico-russo Sergey Radchenko contestò l’uso selettivo di documenti da parte di Putin, come il colloquio del 9 febbraio 1990 tra Gorbačëv e James Baker, dove Baker promise che la NATO non si sarebbe espansa «di un centimetro a est» — promessa legata alla riunificazione tedesca. Radchenko sottolineò che, come dimostrato da Mary Elise Sarotte, i leader sovietici accettarono poi l’allargamento NATO. La narrazione di Putin, concluse, era storicamente errata.

### Günter Verheugen e Petra Erler (2024)
Nella loro pubblicazione Der lange Weg zum Krieg gli autori sottolineano che la Russia ha mostrato solidarietà e disponibilità a cooperare con gli Stati Uniti e i suoi alleati fino al 2007, ma non è stata accettata come partner paritario. L'ambasciatore William J. Burns ha confermato il rifiuto degli Stati Uniti di una partnership con la Russia. Gates ha criticato il fatto che Washington non abbia compreso gli interessi di sicurezza dei nuovi Stati orientali della NATO diretti contro la Russia. Nonostante le chiare linee rosse della Russia, gli Stati Uniti avevano offerto all'Ucraina la prospettiva di adesione nel 2008. Il fatto che lo scudo missilistico fosse diretto contro l'Iran si basava su una menzogna e i fatti veri si potevano già leggere su Reuter's nel 2008. Le preoccupazioni della Russia in materia di sicurezza erano giustificate.
Gli autori vedono il fattore unificante della reazione dei media al discorso di Putin nel fatto che non si sono concentrati sulle dichiarazioni effettive e sugli interessi sottostanti. “Il pubblico non è venuto a conoscenza di ciò che Putin ha detto in dettaglio”. Ha appreso solo le reazioni e le valutazioni, sostenute dalla convinzione di un mondo ideale, in modo che le persone potessero rifiutarsi di riflettere e impedire agli altri di farlo. Chi la pensava diversamente veniva emarginato e stigmatizzato. Dopo lo “scandalo” di Monaco, McCain ha abilmente spinto tutti i “tasti di un'immagine personalizzata del nemico”: Putin come agente del KGB. Tuttavia, la rottura completa non era ancora avvenuta nel 2007, era avvenuta più gradualmente, ritardata dal positivo accordo START del 2010. Il disgusto di Putin per il linciaggio di Gheddafi, dovuto soprattutto all'inganno dell'opinione pubblica sulla strategia di cambio di regime, non era stato compreso.

### Jonathan Haslam (2024)
In Hubris, Haslam sostiene che il cambiamento di atteggiamento di Putin, dovuto ai riverberi della guerra in Iraq e della Rivoluzione arancione in Ucraina, era evidente nel discorso, anche se non espresso direttamente. Sebbene abbia sottolineato i buoni rapporti con Bush, la forza del suo attacco era diretta agli Stati Uniti. Quando Putin ha menzionato le promesse di sicurezza non mantenute alla Russia, alcuni spettatori hanno reagito con una risatina. Haslam ha criticato il fatto che, invece di descrivere più dettagliatamente la sua proposta di architettura di sicurezza globale, che immagina come un'alternativa all'ordine mondiale monopolistico, Putin si sia lasciato andare a un'aspra accusa. Tra le domande poste dopo il discorso, Haslam ha menzionato la questione delle ONG finanziate dall'estero. Secondo Haslam, Stephen Hadley aveva riconosciuto che gli Stati Uniti avevano distrutto i progressi della cooperazione con la Russia all'estero attraverso le rivoluzioni arancioni in Georgia, Tagikistan e Ucraina.